# حشرات قشرية
حشرات قشرية (الإسم العلمي:Aonidiella) هو جنس من الحشرات يتبع فصيلة الحشرات القشرية المسلحة من رُتبة نصفيات الأجنحة، العديد من أنواع هذا الجنس يعتبر آفة للحمضيات.